# سيندي بلودجيت
سيندي بلودجيت (بالإنجليزية: Cindy Blodgett)‏ مواليد 23 ديسمبر 1975 في كلينتون، هي لاعبة كرة سلة أمريكية سابقة أصبحت مدربة بدأت مسيرتها الاحترافية في سنة 1998. وحملت الرقم 14. اعتزلت اللعب في 2001. لعبت مع فريقي ساكرامنتو موناركس وكليفلاند روكرز.

## روابط خارجية
- سيندي بلودجيت على موقع الاتحاد الوطني لكرة السلة النسائية (الإنجليزية)
- سيندي بلودجيت على موقع كلية كرة السلة في سبورتس رفرنس.كوم (الإنجليزية)
- سيندي بلودجيت على موقع بروبوليرز (الإنجليزية)
- سيندي بلودجيت على موقع سبورتس رفرنس (الإنجليزية)
- سيندي بلودجيت على موقع كلية كرة السلة في سبورتس رفرنس.كوم (الإنجليزية)